# Аддей
Аддей (лат. Addaeus) — римский политический деятель конца IV века.
В 392 году Аддей занимал должность комита доместиков. В тот год он получил письмо от ритора Либания, который тепло приветствовал его прибытие в Антиохию.
В 393—396 годах Аддей находился на посту военного магистра Востока.